# سادووو (استان پودلاسکی)
سادووو (به لهستانی:  Sadowo) یک روستا در لهستان است که در گمینا دانبرووا بیاووستوتسکا واقع شده‌است.